# Treinkaping bij Wijster
De treinkaping bij Wijster vond plaats in december 1975 bij het dorp Wijster (Nederlandse provincie Drenthe), tussen station Hoogeveen en station Beilen.
Op dinsdagochtend 2 december werd om 10:07 de stoptrein Groningen-Zwolle met de noodrem tot stilstand gebracht tussen de weilanden. Zeven bewapende Zuid-Molukse jongeren uit Bovensmilde hadden de trein gekaapt in hun streven naar een onafhankelijke Republiek der Zuid-Molukken. Bij deze gewelddadige actie vielen drie doden: de machinist en twee passagiers werden door de kapers doodgeschoten. Na twaalf dagen gaven de kapers zich over.
Tegelijk met de kaping bezette een andere groep Molukkers, eveneens een groep van zeven uit Bovensmilde, het Indonesische consulaat in Amsterdam.

## Context
De Zuid-Molukkers kwamen in 1951 naar Nederland voor een tijdelijk verblijf als gedemobiliseerd KNIL-militair. De Nederlandse regering had hen beloofd dat zij hun eigen staat op de Molukken zouden kunnen stichten. Ze verbleven in kampen, waaronder Kamp Vught en Schattenberg, onder meestal matige tot slechte omstandigheden. Nadat ze ruim 24 jaar hadden gewacht op de inlossing van de beloften van de Nederlandse regering, wisten ze al bijna zeker dat ze in Nederland zouden blijven. De Nederlandse overheid wilde of kon de beloften over een vrije staat niet nakomen. Hierdoor radicaliseerde een deel van de Molukse jongeren. Een groepje onder hen besloot door middel van een treinkaping hun eisen kracht bij te zetten.

## Verloop

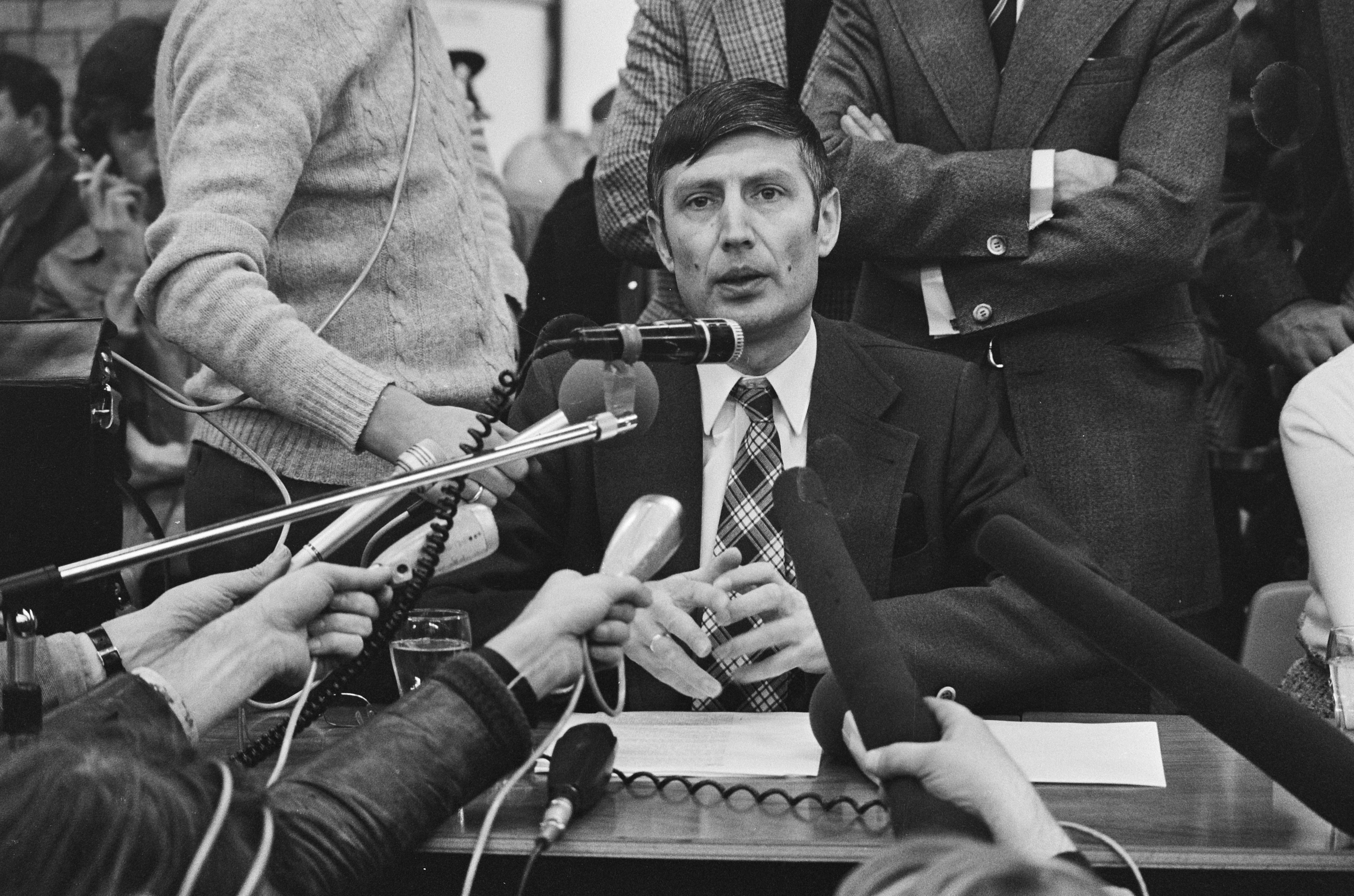
Minister van Justitie Van Agt tijdens een persconferentie na afloop van de gijzeling in Wijster (14 december 1975)

Bij aanvang van de kaping werd machinist Hans Braam, die de stoptrein bestaande uit de twee tweebaks Hondekoppen 328 en 378 bestuurde, doodgeschoten. Toen bleek dat de Nederlandse overheid de eisen niet snel wilde inwilligen wilden de kapers passagier Rob de Groot vermoorden, maar die wist uit de trein te springen. De kapers schoten op hem, waarna hij deed alsof hij dood was. Na 5 tot 10 minuten rende hij weg en was vrij. Vervolgens werd een andere passagier, de dienstplichtige soldaat Leo Bulter, doodgeschoten. In de eerste dagen zijn alle gegijzelden in het achterste treinstel ontsnapt. Ook de conducteur wist te ontsnappen.
Op 4 december werd ook Bert Bierling gedood. Er waren toen nog dertig gegijzelden over, allen in het voorste treinstel. De gewelddadigste kaper was Eli Hahury, die in twee gevallen de trekker overhaalde. De lichamen van de doodgeschoten gegijzelden werden uit de trein gegooid en bleven daar enkele dagen liggen voordat toestemming werd gegeven om ze weg te halen.
Na bemiddeling door ingenieur Manusama en de weduwe van Chris Soumokil gaven de kapers zich op 14 december over, waarbij meespeelde dat er berichten waren over represailles op de Molukken. Bovendien was het intussen flink gaan vriezen, waardoor het verblijf in de trein ook voor de kapers onaangenaam werd. Tijdens hun berechting in 1976 werden ze veroordeeld tot gevangenisstraffen van veertien jaar. Allen zaten hun straf uit, op Hahury na: in 1978 pleegde hij in de gevangenis zelfmoord.
De journalist Ger Vaders – hoofdredacteur van het Nieuwsblad van het Noorden – was een van de gegijzelden en schreef over de gijzeling een boek onder de titel IJsbloemen en witte velden (1989). Een van de zeven gijzelnemers, de destijds 18-jarige Cornelis Thenu, schreef eveneens een boek over deze kaping: Korban: het verhaal van een Molukse activist (1998).
De aan de kaping parallel lopende gijzelingsactie in het Indonesische consulaat in Amsterdam werd op 19 december beëindigd. Bij die gijzeling viel één dode, een consulaatmedewerker die had geprobeerd te vluchten.

## Gevolgen
De treinkaping bleef niet zonder gevolgen. In mei 1977 zouden Molukkers bij De Punt weer een treinkaping uitvoeren die veel bloediger eindigde in juni 1977. Maar de grootste gevolgen lagen vooral in het sociale leven van de Molukkers en ook de Indische Nederlanders.
Sinds de aankomst van ontheemde gezinnen uit voormalig Nederlands-Indië was er een nieuwe generatie opgegroeid in Nederland waarvan de oudsten tegen die tijd studeerden en daarbij vooral gebruikmaakten van het openbaar vervoer. Door deze treinkapingen nam discriminatie jegens de gekleurde mannen en vrouwen uit Indonesië echter weer toe, wat zich vooral uitte in hevige discussies waarbij het er soms emotioneel aan toe ging.

## Eerste treinkaping in de wereld?
In 1973 hadden twee Palestijnse militanten drie Russische joden die onderweg waren naar Israël bij het Oostenrijkse grensstation Marchegg uit die trein gehaald, waarna ze hen samen met een Oostenrijkse douanebeambte als gijzelaars in een auto meenamen naar het internationale vliegveld bij Wenen. Na onderhandelingen werden de vier gijzelaars de dag erop vrijgelaten waarna de Oostenrijkse autoriteiten de militanten per vliegtuig lieten vertrekken naar de Libische hoofdstad Tripoli. Deze militante actie betrof dus eigenlijk een gijzeling die in een trein begon. Een jaar later was er een poging van Syriërs om een trein te kapen; die poging werd echter door de politie verijdeld. Het lijkt er dus op dat de treinkaping bij Wijster de eerste geslaagde treinkaping ter wereld was. De film The Taking of Pelham One Two Three uit 1974 over een kaping van een metro in New York kan eveneens hebben meegespeeld bij het idee van de Zuid-Molukse jongeren om een trein te kapen.

## Verfilming
In 2008 werd de telefilm Wijster uitgebracht. Die werd op 29 mei 2008 uitgezonden door de Nederlandse publieke omroepvereniging VARA. Het script werd geschreven door Nicolette Steggerda, de pleegdochter van bovengenoemde Ger Vaders. De film onder regie van Paula van der Oest is gebaseerd op Vaders' boek IJsbloemen en witte velden. De film volgt hoe een redacteur van het Nieuwsblad van het Noorden, Rob van der Laan (gespeeld door Jaap Spijkers) en zijn dochter Susan (Roos Netjes) de kaping beleven.